# (12352) Jepejacobsen
(12352) Jepejacobsen est un astéroïde de la ceinture principale.

## Description
(12352) Jepejacobsen est un astéroïde de la ceinture principale. Il fut découvert le 20 juillet 1993 à La Silla par Eric Walter Elst. Il présente une orbite caractérisée par un demi-grand axe de 3,03 UA, une excentricité de 0,11 et une inclinaison de 15,9° par rapport à l'écliptique.

## Compléments